# Перо Јањић
Перо Јањић (Бања Лука, 27. септембар 1944) је бивши југословенски и хрватски рукометни тренер. Био је тренер репрезентације Југославије на Олимпијским играма у Монтреалу.

## Биографија
Каријеру рукометаша започео је у омладинском тиму РК Борац из Бања Луке. Упоредо са играчком каријером завршио је Факултет за физичку културу у Сарајеву и радио као професор у бањалучкој Гимназији. Прилику да води први тим РК Борца добио је са 28 година. Био је тренер Рукометног клуба "Борац", Бања Лука (1971-1976 и 1980-1981), са којим је био петоструки првак СФРЈ (1973, 1974, 1975, 1976, 1981) и четвороструки освајач Купа СФРЈ (1972, 1973, 1974, 1975). Са истом екипом био је вицешампион Европе у сезони 1974/75. и првак Европе у наредној сезони (1976). Био је тренер репрезентације СФРЈ, која је заузела пето мјесто на Олимпијским играма у Монтреалу (1976). Пласман за финале пропуштен је за само један гол у финалној утакмици групе. Од 1977. био је селектор швајцарске репрезентације, са којом је освојио друго мјесто на Б Свјетском првенству у Шпанији и изборио пласман на Олимпијске игре у Москви (1980). Када је преузео репрезентацију Швајцарске она се у то вријеме борила на Ц Свјетском првенству. Под његовим вођством екипа је прешла у Б лигу. Јањић се, из приватних разлога, морао вратити у Југославију тако да није добио прилику да води Швајцарску на Олимпијским играма. Тренер Борца поновоп постаје 1980. године који се у то вријеме налазио на дну табеле. Прави потпуни преокрет и одводи екипу до титуле првака СФРЈ. Касније у Каријери је водио клубове у Западној Њемачкој, УАЕ и Хрватској. Селектор Југославије поново постаје 1990. године и на Свјетском првенству у рукомету заузима четврто мјесто. Био је то посљедњи велики турнир прије распада Југославије. Деведесетих година радио је као тренер њемачког прволигашког клуба "Арминија Билефелд" из Билефелда.